# Patti Page
Patti Page (Claremore, 1927. november 8. –‎ Encinitas, 2013. január 1.) amerikai énekesnő. A Tennessee Waltz című „abszolut lemezrekorder” dal előadója. Az 1950-es évek legnépszerűbb énekesnője volt. Hat évtizedes pályája során több mint 100 millió lemezt adott el.

## Pályafutása
Az oklahomai Claremore-ban született, más források szerint viszont Muskogee-ben. Tulsában nőtt fel, ahol a templomi kórusban énekelt. Később két nővérével Fowler Sisters néven léptek fel. Az 1940-es évek közepén egy rádióállomásnál dolgozott. Amikor a Page Milk Company által szponzorált rádióműsor énekesnője, (aki Patti Page-nek nevezte magát), kilépett a rádiótól, Ann Fowler ekkor átvette a művésznevét. A rádiónál Jack Rael zenekarvezető figyelt fel rá, és a menedzsere lett.
1947-ben Patti Page lemezszerződést kötött a Mercury Recordsszal. Benny Goodman, Teddy Wilson, Wardell Gray és Stan Hasselgård dzsesszzenészekkel lépett fel. Első Top 20-as slágere George David Weiss és Bennie Benjamin együttműködédével született.
1950-ben jelent meg első milliós példányszámú kislemeze, a „With My Eyes Wide Open, I'm Dreaming”. 1950-ben Patti Page elsöpő sikert aratott a Tennessee Waltz-szal.
A következő években gyakran szerepelt a poplistákon. 1958-tól saját televíziós műsora volt (The Patti Page Show). Időnként színésznőként is feltűnt, például az 1960-as Oscar-díjas „Elmer Gantry” című filmben, két évvel később pedig a „Szexi!” című vígjátékban.
Az 1960-as évek végétől helyezéseik a poplistákon csökkent. Utolsó sikerét 1981-ben aratta a „No Aces”-szel. 1997-ben koncertet adott a New York-i Carnegie Hallban a zeneiparban töltött 50. évére emlékezve. Grammy-díjat kapott a „ezért a „Patti Page Live” című CD-ért.
Encinitasban halt meg 85 évesen, 2013-ban (újév napján). Posztumusz Grammy-életműdíjat kapott. 2015-ben nyílt meg a Patti Page Exhibit a Claremore History Museumban, szülővárosában.

## Diszkográfia
- https://www.allmusic.com/artist/patti-page-mn0000747506/discography?1672901907338
- https://www.45cat.com/artist/patti-page

## Filmek
- Elmer Gantry (1960)
- Dondi (1961)
- Kék Hawaii (1961)
- Boys' Night Out (1962)
- 2004: The Patti Page Video Songbook
- 2004: Patti Page – Sings the Hits
- 2005:  In Concert Series: Patti Page
- Patti Page az IMDb-n

## Díjak
- 1997: Grammy-díj: „Patti Page Live”
- 2013: Grammy-díj: Lifetime Achievement Award
- Csillag a Hollywoodi Hírességek Sétányán

## Fordítás
Ez a szócikk részben vagy egészben  a   Patti Page című német Wikipédia-szócikk ezen változatának fordításán alapul.  Az eredeti cikk szerkesztőit annak laptörténete sorolja fel. Ez a jelzés csupán a megfogalmazás eredetét és a szerzői jogokat jelzi, nem szolgál a cikkben szereplő információk forrásmegjelöléseként.